# Pentadecan
Pentadecan ist ein langkettiges, lineares Alkan. Es kommt beispielsweise in ätherischen Ölen und Insektenpheromonen vor, aber auch in Erdöl und ist demnach auch ein Bestandteil von Treibstoffen.

## Vorkommen
Pentadecan ist Bestandteil von Erdöl. Daneben kommt es als Aromakomponente in verschiedenen Lebensmitteln, in ätherischen Ölen von Pflanzen und in Insektenpheromonen vor. Gemäß einer GC-MS-Analyse ist es vermutlich ein wichtiger Bestandteil des Aromas von Rind- und Hähnchenfleisch. Das ätherische Öl von Launaea lanifera (Gattung Dornlattich, Familie Asteraceae) enthält etwa 1,3 % Pentadecan. Es ist eine wichtige Komponente im ätherischen Öl aus Wurzeln der Pflanzen der Gattung Kaempferia. Bei Kaempferia angustifolia kann der Gehalt über 17 % ausmachen, bei Kaempferia rotunda sogar über 50 %. Es kommt auch in nennenswerten Mengen im ätherischen Öl der Gewürzlilie (Kaempferia galanga) vor. Pentadecan ist ein wichtiger Bestandteil des Aggregationspheromons von Callitettix versicolor (Familie Blutzikaden). Im Alarmpheromon von Erthesina fullo (Familie Baumwanzen) kommt es hingegen nur in sehr geringen Mengen vor. Daneben ist Pentadecan eine aktive Komponente im Sexualpheromon von Argogorytes fargeii (Gattung Argogorytes). Die Verbindung kommt auch in der Fliegen-Ragwurz vor, diese imitiert das Insektenpheromon und wird durch vergebliche Begattungsversuche der Insekten bestäubt (sogenannte Pseudokopulation). Pentadecan kommt in den Ausscheidungen des Kaffeekirschenkäfers (Hypothenemus hampei) vor und wirkt als Kairomon, das den Parasiten Prorops nasuta (Ordnung Hautflügler) anlockt. Es kommt außerdem in den Dufour-Drüsen der Ameisenart Messor minor vor. Bei Arbeiterinnen macht es etwa 16 % des Sekrets aus, bei Königinnen etwa 13 %.

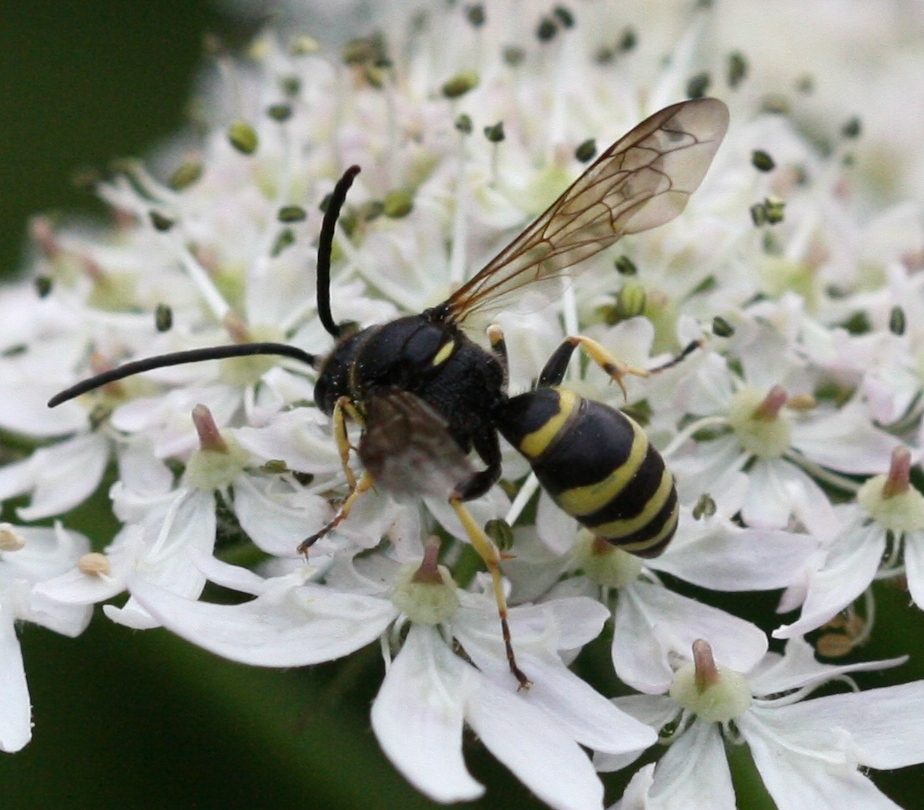
Argogorytes fargeii
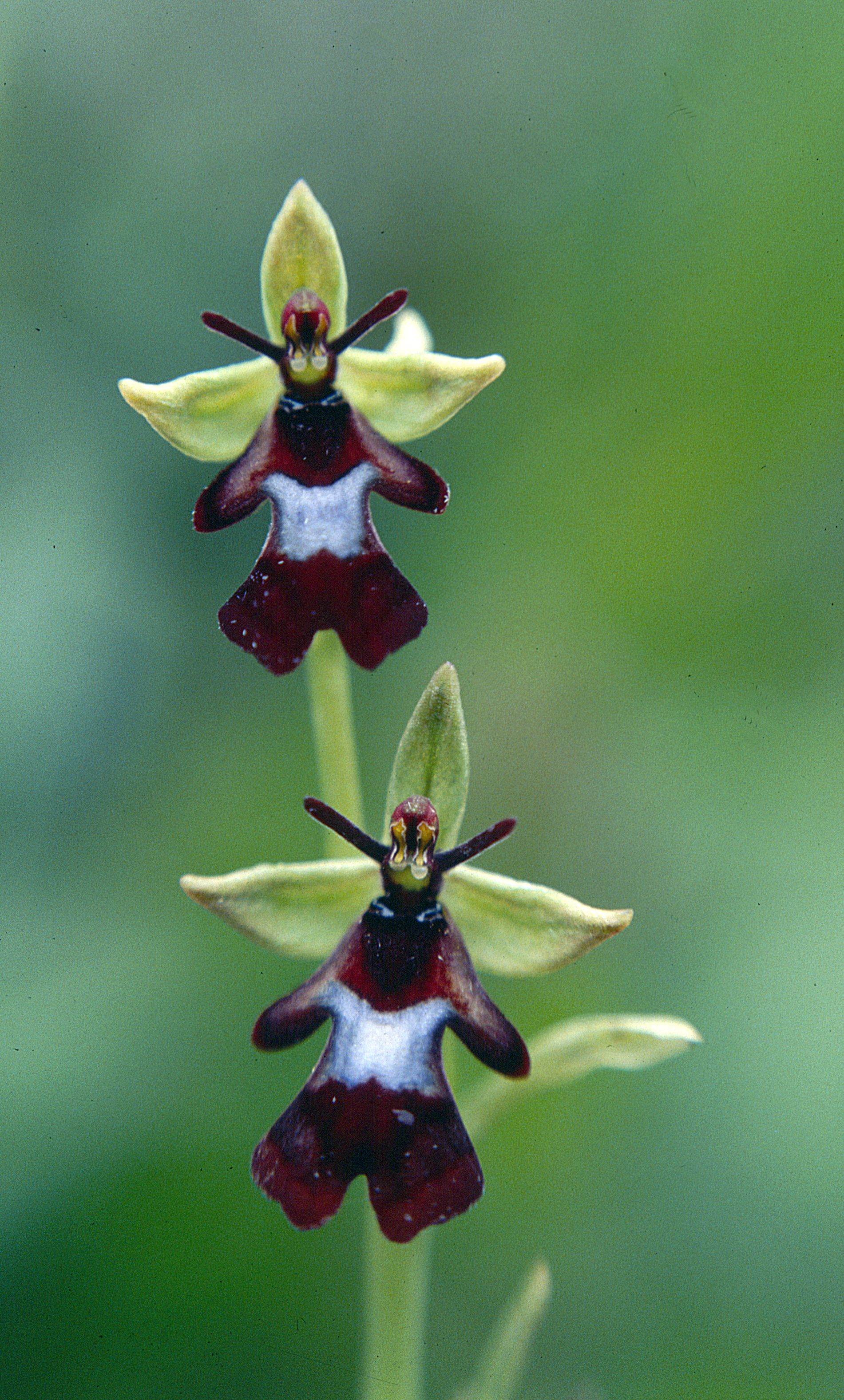
Fliegen-Ragwurz

## Eigenschaften
Pentadecan ist farblos und bei Raumtemperatur flüssig. In Wasser ist es unlöslich, in Ethanol jedoch löslich. In der Luft bilden Pentadecan-Dämpfe in einem Volumenbereich von 0,4 % bis 6,5 % explosionsfähige Gemische. Der Flammpunkt liegt bei 132 °C.

## Verwendung
Pentadecan ist ein Bestandteil von Dieseltreibstoff. Diesel enthält unter anderem n-Alkane, die im Allgemeinen eine Kettenlänge zwischen neun und 24 aufweisen. Gemäß einer Analyse des Treibstoffs JP-8 enthält dieser etwa 1 % Pentadecan. Daneben dient Pentadecan auch als hochsiedendes Lösungsmittel sowie in als Referenzstandard in der Gaschromatographie. Beispielsweise wird es gelegentlich als Extraktionslösungsmittel für die Analyse ätherischer Öle verwendet. Es wird als Aromastoff verwendet und ist in der EU unter der FL-Nummer 01.054 für Lebensmittel allgemein zugelassen.